# Officina Meccanica Berardo Taraschi
Officina Meccanica Berardo Taraschi war ein italienischer Hersteller von Automobilen.

## Unternehmensgeschichte
Das Unternehmen von Berardo Taraschi begann 1947 in Teramo mit der Produktion von Automobilen. Der Markenname lautete zunächst Taraschi. Als Attilio Giannini 1950 in Verbindung mit Taraschi kam, änderte sich der Markenname auf Giaur. Dies ist ein Kunstwort, das sich aus Giannini und Urania zusammensetzt. 1955 endete die Zusammenarbeit mit Giannini. Nach der Trennung von Giannini wurden noch bis 1960 Rennwagen mit dem Markennamen Taraschi und bis 1963 Tuningteile hergestellt.

## Fahrzeuge
Das Unternehmen stellte Sport- und Rennwagen her. Das erste Modell Urania hatte einen Zweizylinder-Boxermotor mit 743 cm³ Hubraum von der BMW R 75. Ab 1950 wurden Motoren von Giannini Automobili verwendet. Nach 1955 entstanden unter anderem Fahrzeuge für die Formel Junior.

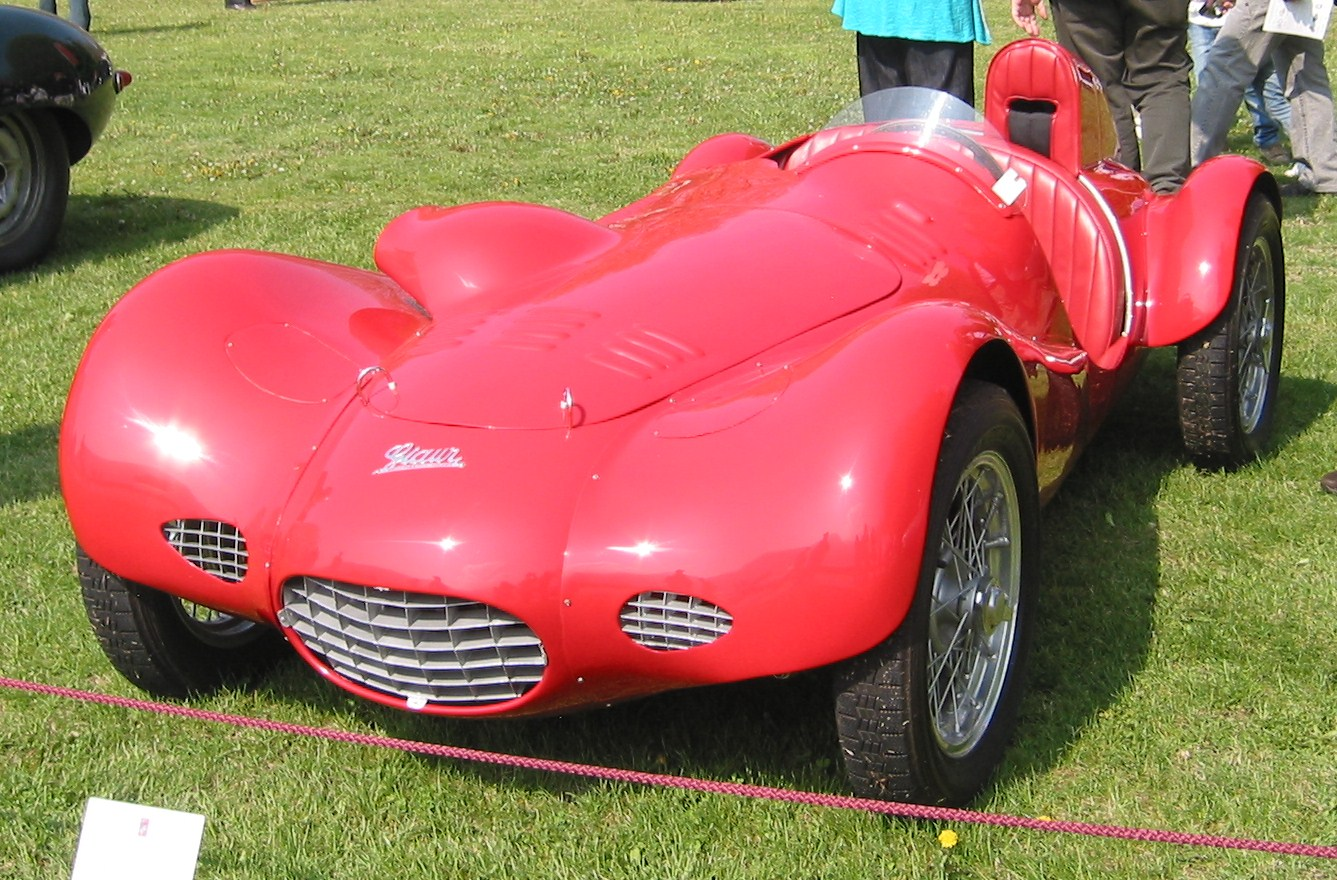
Giaur von 1953
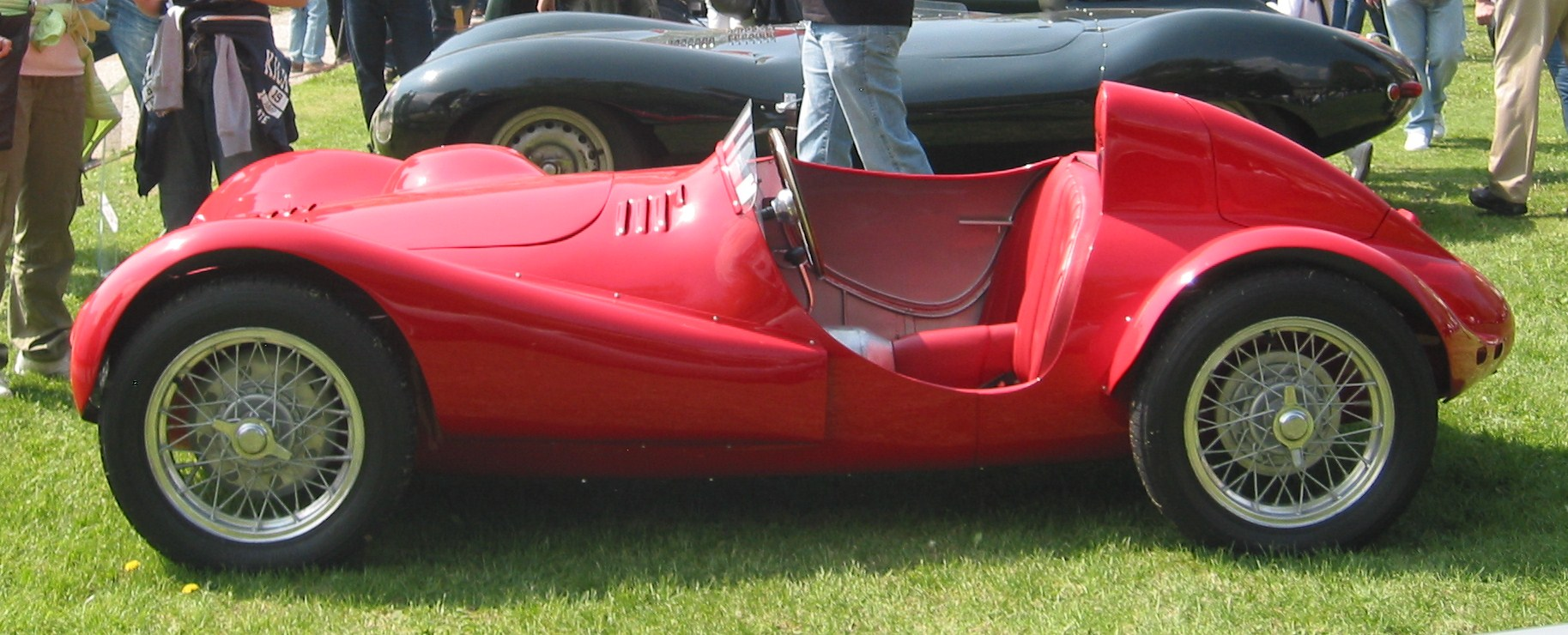
Giaur von 1953
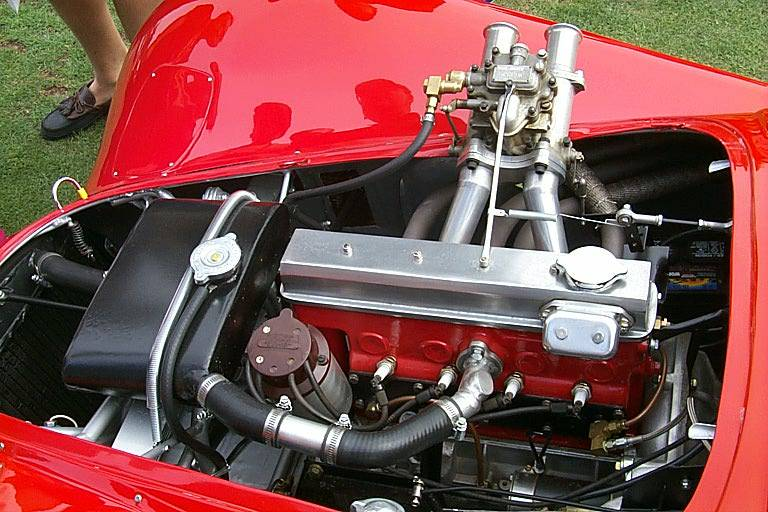
Motor eines Giaur
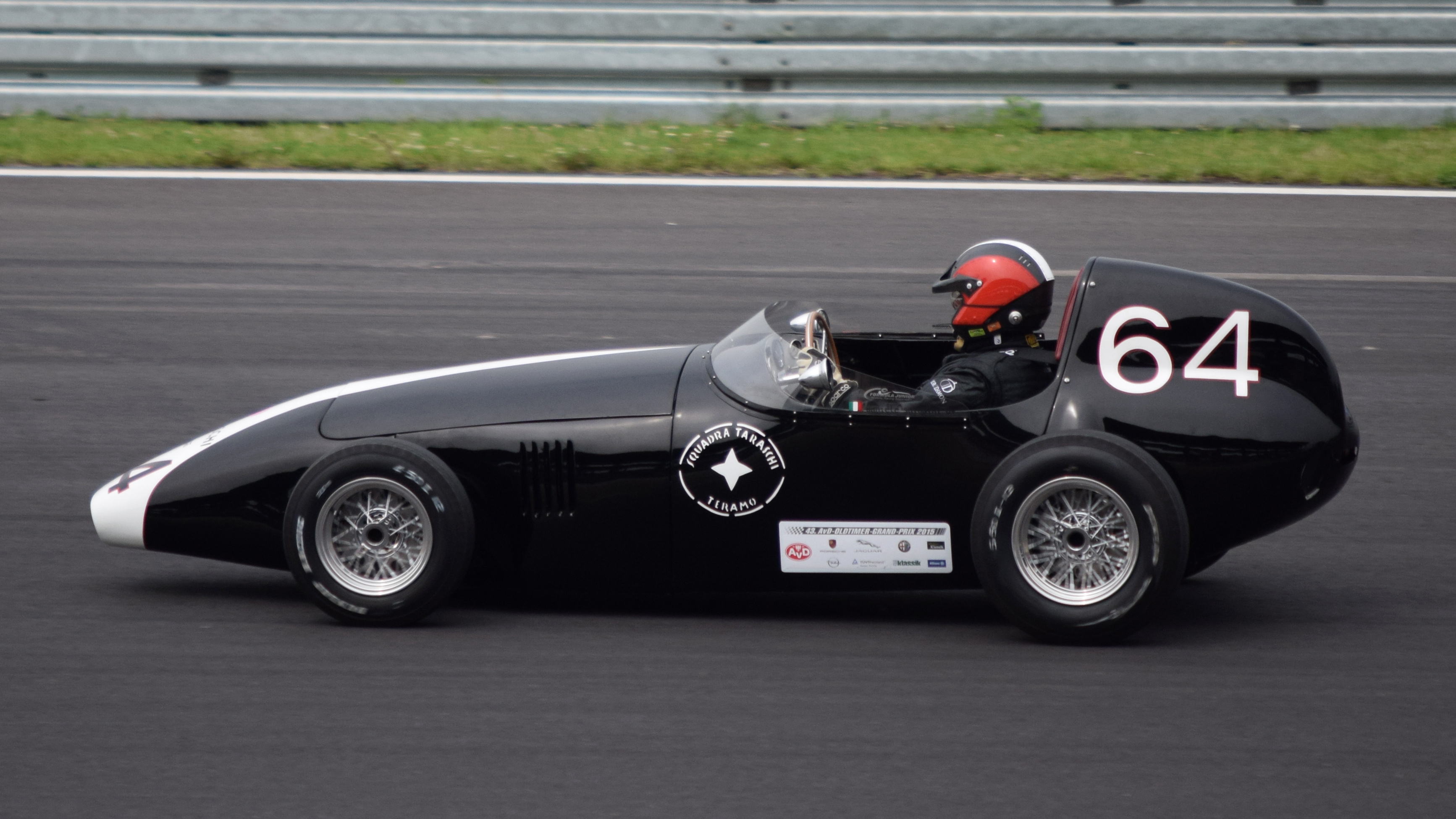
Taraschi Formel Junior von 1960